# 千人桥镇
千人桥镇，是中华人民共和国安徽省六安市舒城县下辖的一个乡镇级行政单位。

## 行政区划
千人桥镇下辖以下地区：
街道社区、千人桥村、张湾村、路里村、鲍桥村、千佛村、太岗村、完备村、重阳村、孙湾村、五里桥村、周圩村、舒胜村、韩桥村、下三村、张屋村、旺禾村、三汊河村、黄城村、舒兴村、童畈村和兴丰村。